# Flaga Niemieckiej Republiki Demokratycznej
Flaga Niemieckiej Republiki Demokratycznej (niem. Flagge der Deutschen Demokratischen Republik) to jeden z symboli państwowych Niemieckiej Republiki Demokratycznej.  

## Historia i symbolika
W latach 1949–1959 flaga państwowa NRD była identyczna z flagą Republiki Federalnej Niemiec (posiadała trzy poziome pasy jednakowej wielkości: czarny, czerwony i złoty). 1 października 1959 ustanowiono nową flagę, w której centrum umieszczono godło Niemieckiej Republiki Demokratycznej. 
31 maja 1990 decyzją wybranego po raz pierwszy w wolnych wyborach parlamentu NRD zaprzestano jej używania..

I flaga NRD 1949–1959
Bandera marynarki handlowej NRD 1959–1973
Flaga Wspólnej Reprezentacji Niemiec IO
Flaga NRD w wersji pionowej – wersja pierwsza (1963–1990)
Flaga NRD w wersji pionowej – wersja druga (1963–1990)
Flaga wschodnioniemieckiej poczty (1955–1973)
Flaga wschodnioniemieckiej poczty (1975–1990)
Sztandar prezydencki NRD (1955–1960)
Flaga Narodowej Armii Ludowej (Nationale Volksarmee lub NVA) (1960–1990)
Kolory pułku (Truppenfahne) Nationale Volksarmee (1960–1990)
Flaga łodzi wojsk granicznych (1962–1990)
Flaga używana przez Niemców podczas Jesieni Ludów